# Rumeshika Rathnayake
Rumeshika Rathnayake (tamoul : රුමේශිකා කුමාරි රත්නායක), née le 27 juin 1996, est une athlète srilankaise, spécialiste du sprint. Elle est considérée comme la « Reine de l'athlétisme » dans son pays depuis qu'elle a battu des records nationaux vieux de 20 ans.

## Jeunesse
Elle étudie au St Joseph College de Kegalle.
Elle démissionne de l'armée srilankaise le 11 juillet 2018.

## Carrière
Pour ses débuts juniors, elle remporte deux médailles de bronze sur le 100 m et le 200 m aux championnats sud-asiatiques juniors. Peu après, sélectionnée pour les Championnats du monde jeunesse à Donetsk, elle termine 6e de la finale en 25 s 52.
En 2015, elle bat deux records nationaux juniors vieux de 20 ans lors des championnats nationaux juniors. Le premier, sur le 100 m, avait été établi à 12 s 00 par Damayanthi Dharsha en 1993, record qu'elle descend à 11 s 80. Elle réalise aussi 24 s 12 sur le 200 m.
Lors des Jeux sud-asiatiques de 2016, elle remporte le 100 m en 11 s 71 devant les Indiennes Subhani Nanda et Dutee Chand,.
Rathnayake est médaillée d'argent sur le 200 m (23 s 43) aux Championnats d'Asie 2017. Elle arrive juste derrière la Kazakhe Viktoriya Zyabkina (23 s 10) et devant la Kazakhe Olga Safronova.
Le 21 mars 2018, elle bat son record personnel sur le 100 m en 11 s 51. Elle arrive juste derrière la Britannique Dina Asher-Smith (11 s 26) et l'Australienne Riley Day (11 s 50). Elle s'approche également de son record personnel sur le 200 m en 23 s 62 (contre 23 s 40). Quelques semaines plus tard, aux Jeux du Commonwealth, elle se qualifie pour les demi-finales du 200 m en réalisant 23 s 43 et réalise le 10e temps des engagées. Lors des demi-finale, elle court dans la première série et termine 6e en 23 s 60. Aux Jeux asiatiques à Jakarta, elle court sa demi-finale du 200 m en 24 s 05 mais ne terminant que 6e, elle ne passe pas en finale.

## Palmarès
| Année | Compétition                       | Lieu        | Place  | Course    |                    |
| ----- | --------------------------------- | ----------- | ------ | --------- | ------------------ |
| 2013  | Championnats sud-asiatique junior | Ranchi      | 3e     | 100 m     | 12 s 23 (+2,2 m/s) |
| 2013  | Championnats sud-asiatique junior | Ranchi      | 3e     | 200 m     | 25 s 23 (+0,8 m/s) |
| 2013  | Championnats du monde jeunesse    | Donetsk     | 6e     | 200 m     | 25 s 52 (-1,6 m/s) |
| 2015  | Championnats d'Asie               | Doha        | 6e     | 100 m     | 11 s 56 (+2,5 m/s) |
| 2016  | Jeux sud-asiatiques               | Guwahati    | 1re    | 100 m     | 11 s 71 (+0,5 m/s) |
| 2016  | Jeux sud-asiatiques               | Guwahati    | 3e     | 200 m     | 24 s 17 (+0,2 m/s) |
| 2016  | Jeux sud-asiatiques               | Guwahati    | 1re    | 4 x 100 m | 45 s 50            |
| 2017  | Championnats d'Asie               | Bhubaneswar | DQ     | 100 m     |                    |
| 2017  | Championnats d'Asie               | Bhubaneswar | 2e     | 200 m     | 23 s 43 (-0,6 m/s) |
| 2018  | Jeux du Commonwealth              | Gold Coast  | 6e (d) | 200 m     | 23 s 60 (+0,1 m/s) |
| 2018  | Jeux asiatiques                   | Jakarta     | 6e (d) | 200 m     | 24 s 05 (+0,1 m/s) |

## Records personnels
| Course    | Temps   | Lieu        | Date            |
| --------- | ------- | ----------- | --------------- |
| 100 m     | 11 s 51 | Sydney      | 17 mars 2018    |
| 200 m     | 23 s 40 | Bhubaneswar | 9 juillet 2017  |
| 4 x 100 m | 45 s 50 | Bhubaneswar | 20 février 2016 |